# Carl Fridolf Carlson

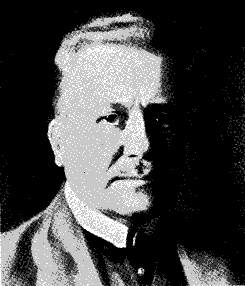
Carl Fridolf Carlson

Carl Fridolf Carlson (* 22. Januar 1870 in Österberga, Provinz Skaraborg (nach anderen Angaben Hassle); † 23. Oktober 1924 in Elbing) war ein schwedisch-deutscher Schiffbauingenieur.

## Leben
Carl Fridolf Carlson war der Sohn eines Landwirts. Er besuchte das Gymnasium in Skara und war anschließend auf verschiedenen Werften in Schweden praktisch tätig. Er studierte bis 1894 Schiffbau am technologischen Institut in Göteborg. Im selben Jahr kam Carlson nach Deutschland und arbeitete zunächst bei der Danziger Schiffswerft Johannsen & Co., dann von 1895 bis 1898 bei der Germaniawerft in Kiel. 1898 wechselte er zu den Schichau-Werken. 1902 wurde er Deutscher Staatsangehöriger und Prokurist der Schichau-Werke. Er übersiedelte im Folgejahr nach Danzig, wo er die Leitung der dortigen Schichau-Werft übernahm. Nach dem Tod von Carl Ziese im Jahr 1917 übernahm Carlson die Leitung des gesamten Unternehmens, die er bis zu seinem Tod innehatte. Die letzten Großlinienschiffe und Schlachtkreuzer der Kaiserlichen Marine entstanden in Danzig unter seiner Leitung. Nach dem Ersten Weltkrieg wurden Handelsschiffe und Wasserturbinen gebaut. Er führte den Dieselmotor für den Antrieb von Handelsschiffen ein.
Carl Fridolf Carlson war Mitglied im Verein Deutscher Ingenieure (VDI) und im  Westpreußischen Bezirksverein des VDI.
1923 wurde Carlson Ehrendoktor der Technischen Hochschule Danzig.
Laut dem Nachruf im Jahrbuch der  Schiffbautechnischen Gesellschaft starb Carl Fridolf Carlson an den Folgen einer „schweren Blinddarmerkrankung“. Verheiratet war er seit 1900 mit Hildegard, geborene Ziese (1877–1927), Tochter von Carl und Elisabeth Ziese sowie Enkelin von Ferdinand Schichau. Das Paar hatte drei Kinder. Nach seinem Tod 1924 führte seine Frau die Firma über einem Direktorium allein.